# Tiro com arco nos Jogos Olímpicos de Verão de 1980 - Individual masculino
A prova individual masculina do tiro com arco nos Jogos Olímpicos de Verão de 1980 de 30 de julho a 2 de agosto daquele ano no Krylatskoye Sports Complex Archery Field em Moscou. O evento consistiu em uma rodada dupla FITA. Para cada rodada, o arqueiro disparou 36 flechas em cada uma das quatro distâncias – 90, 50, 70 e 30 metros. A pontuação mais alta para cada flecha foi de 10 pontos, dando um máximo possível de 2.880 pontos.

## Medalhistas
Tomi Poikolainen, da Finlândia, consagrou-se campeão olímpico. O soviético Boris Isachenko e o italiano Giancarlo Ferrari ficaram com as medalhas de prata e bronze respectivamente.
| Ouro   | FIN Tomi Poikolainen  |
| Prata  | URS Boris Isachenko   |
| Bronze | ITA Giancarlo Ferrari |

## Resultados
| Pos. | Arqueiro               | País                | Rodada 1 Pts | Parcial | Rodada 2 Pts | Parcial | Total |
| 1    | Tomi Poikolainen       | FIN Finlândia       | 1220         | 5       | 1235         | 2       | 2455  |
| 2    | Boris Isachenko        | URS União Soviética | 1217         | 8       | 1235         | 1       | 2452  |
| 3    | Giancarlo Ferrari      | ITA Itália          | 1215         | 9       | 1234         | 3       | 2449  |
| 4    | Mark Blenkarne         | GBR Grã-Bretanha    | 1224         | 2       | 1222         | 6       | 2446  |
| 5    | Bela Nagy              | HUN Hungria         | 1225         | 1       | 1221         | 8       | 2446  |
| 6    | Vladimir Yesheyev      | URS União Soviética | 1222         | 3       | 1210         | 10      | 2432  |
| 7    | Kyoesti Laasonen       | FIN Finlândia       | 1212         | 10      | 1207         | 11      | 2419  |
| 8    | Martinus Reniers       | NED Países Baixos   | 1205         | 12      | 1213         | 9       | 2418  |
| 9    | Robert Cogniaux        | BEL Bélgica         | 1218         | 7       | 1196         | 13      | 2414  |
| 10   | Krzysztof Włosik       | POL Polônia         | 1178         | 19      | 1232         | 4       | 2410  |
| 11   | Zoran Matković         | YUG Iugoslávia      | 1187         | 16      | 1223         | 5       | 2410  |
| 12   | Goran Bjerendal        | SWE Suécia          | 1187         | 17      | 1221         | 7       | 2408  |
| 13   | Dennis Savory          | GBR Grã-Bretanha    | 1220         | 4       | 1187         | 16      | 2407  |
| 14   | Sante Spigarelli       | ITA Itália          | 1205         | 13      | 1200         | 12      | 2405  |
| 15   | Andrei Berki           | ROM Romênia         | 1200         | 15      | 1189         | 15      | 2389  |
| 16   | Andre Braun            | LUX Luxemburgo      | 1218         | 6       | 1168         | 20      | 2386  |
| 17   | Willy van den Bossche  | BEL Bélgica         | 1210         | 11      | 1174         | 18      | 2384  |
| 18   | Romeo Frigo            | SUI Suíça           | 1171         | 21      | 1193         | 14      | 2364  |
| 19   | Niamtseren Biambasuren | MGL Mongólia        | 1178         | 20      | 1183         | 17      | 2361  |
| 20   | Rolf Svensson          | SWE Suécia          | 1184         | 18      | 1173         | 19      | 2357  |
| 21   | Peter Mitterer         | AUT Áustria         | 1169         | 23      | 1167         | 21      | 2336  |
| 22   | Kim Gye-Yong           | PRK Coreia do Norte | 1203         | 14      | 1128         | 26      | 2331  |
| 23   | Tserendorjin Dagvadorj | MGL Mongólia        | 1171         | 22      | 1147         | 23      | 2318  |
| 24   | Frantisek Hadas        | TCH Checoslováquia  | 1148         | 25      | 1157         | 22      | 2305  |
| 25   | Mihai Birzu            | ROM Romênia         | 1146         | 26      | 1134         | 24      | 2280  |
| 26   | Scott Dumbrell         | AUS Austrália       | 1142         | 27      | 1129         | 25      | 2271  |
| 27   | Renato Emílio          | BRA Brasil          | 1139         | 28      | 1125         | 27      | 2264  |
| 28   | István Balász          | HUN Hungria         | 1123         | 29      | 1118         | 28      | 2241  |
| 29   | Antonio Vazquez        | ESP Espanha         | 1149         | 24      | 1091         | 32      | 2240  |
| 30   | Petyo Kishev           | BUL Bulgária        | 1117         | 30      | 1116         | 29      | 2233  |
| 31   | William Swords         | IRL Irlanda         | 1106         | 32      | 1106         | 31      | 2212  |
| 32   | Patrick Jopp           | SUI Suíça           | 1077         | 34      | 1113         | 30      | 2190  |
| 33   | Francisco Peralta      | ESP Espanha         | 1111         | 31      | 1070         | 35      | 2181  |
| 34   | David Campbell Milne   | ZIM Zimbabwe        | 1088         | 33      | 1058         | 36      | 2146  |
| 35   | Juan Wedel             | CRC Costa Rica      | 1075         | 35      | 1071         | 34      | 2146  |
| 36   | Jorge Murillo          | CRC Costa Rica      | 1041         | 36      | 1086         | 33      | 2127  |
| 37   | James Conroy           | IRL Irlanda         | 1017         | 37      | 1041         | 37      | 2058  |
| 38   | Leo Portelli           | MLT Malta           | 860          | 38      | 947          | 38      | 1807  |